# Хаджи Абрек

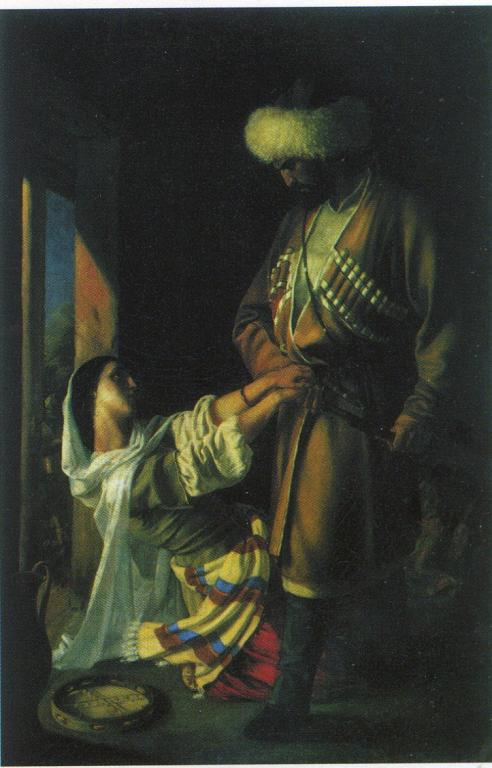
Леила и Хаджи Абрек (картина Николая Ге)

«Хаджи́ Абре́к» (1833-1834) — первая поэма Михаила Лермонтова, появившаяся в печати.
Поэма датируется 1833—1834 годами на основании свидетельств товарищей Лермонтова — Н.Н. Манвелова и А.М. Меринского, который писал: «В юнкерской
школе он написал стихотворную повесть (1833г.) „Хаджи Абрек“».

Впервые опубликована в 1835 году в журнале «Библиотека для чтения» (т.11, отд. I, с.81—94).

В это время Лермонтов, окончив школу, был выпущен корнетом в лейб-гвардии гусарский полк.

Рукопись поэмы, в тайне от автора, передал Сенковскому (который опубликовал её в своём журнале) Николай Дмитриевич Юрьев — дальний родственник поэта.

## Действующие лица
- Леила
- Хаджи Абрек
- Бей-Булат
- Старый дагестанец — папа Леилы

## Сюжет
Старый дагестанец рассказывает о своём горе

Три нежных дочери, три сына

Мне бог на старость подарил,

..........

В плену сестры её увяли,

В бою неровном братья пали

И вот пошел я жить в пустыню

С последней дочерью своей.

Её хранил я, как святыню;

Всё, что имел я, было в ней

Вдруг просыпаюсь: слышу, шепот, —

И слабый крик, — и конский топот...

Бегу и вижу — под горой

Несется всадник с быстротой,

Схватив её в свои объятья.

и просит джематских удальцов помочь вернуть дочь.

Кто знает князя Бей-Булата?

Кто возвратит мне дочь мою?

Помочь старику вызывается Хаджи:

«Я!» — молвил витязь черноокий,

Схватившись за кинжал широкий

Но Хаджи и не думает помогать старику. Встретив Леилу, он убивает её в месть за брата, погибшего от руки Бей-Булата:

Давно

Тому назад имел я брата;

И он — так было суждено —

Погиб от пули Бей-Булата.

Погиб без славы, не в бою,

Как зверь лесной, — врага не зная,

Но месть и ненависть свою

Он завещал мне, умирая.

И я убийцу отыскал,

И занесен был мой кинжал,

Но я подумал: «Это ль мщенье?

Что смерть! Ужель одно мгновенье

Заплатит мне за столько лет

Печали, грусти, мук?.. О нет!

Он что-нибудь да в мире любит:

Найду любви его предмет,

И мой удар его погубит!»

Хаджи привозит голову Леилы старику.

и дар его кровавый

Скатился тихо на траву.

Несчастный видит — боже правый! —

Своей Леилы голову!..

Старик, не выдержав известия о гибели дочери, умирает:

Всю жизнь свою в единый стон,

В одно лобзанье вылил он.

Довольно люди и печали

В нем сердце бедное терзали!

Как нить, истлевшая давно,

Разорвалося вдруг оно,

И неподвижные морщины

Покрылись бледностью кончины.

Душа так быстро отлетела,

Что мысль, которой до конца

Он жил, черты его лица

Совсем оставить не успела.

Спустя год, путники находят два трупа:

Обнявшись крепко, на земле

Они лежали, костенея,

Два друга с виду — два злодея!

Одежда их была богата,

Башлык их шапки покрывал, —

В одном узнали Бей-Булата,

Никто другого не узнал.

## Исток и основа сюжета
Лермонтов мог слышать рассказ о гибели известного кумыкского наездника Бей-Булата Таймазова от своих родственников, приезжавших с Кавказа, или от юнкеров-кумыков, сыновей Шамхала Тарковского — Шах-Вали и Мехти Ассан-Хана, бывших на выпуск старше поэта.  Бей-Булат стал «кровником» кумыкского князя Салат-Гирея, убив его отца. Через десять лет, в 1831г., Бей-Булат погиб от руки Салат-Гирея, прострелившего ему сердце и разрубившего голову.
Назвав именем Бей-Булата одного из главных действующих лиц поэмы, Лермонтов развил мотив кровной мести и рассказал в заключение о гибели героя в поединке. «Абрек» — в поэме не собственное имя, а прозвище. Оно означает «изгой, исключенный из семьи и рода... Абреком делался по преимуществу убийца, от которого отказывался род... Намек на полную отчужденность от всех Хаджи Абрека после убийства им Леилы содержится в заключительном стихе поэмы. Когда погибли в схватке оба героя, то

В одном узнали Бей-Булата,

Никто другого не узнал,

т.е. не хотел узнать как абрека.

## Мнения современников
Белинский в 1842г. отнес «Хаджи Абрека» к числу тех произведений поэта, которые «драгоценны для почитателей его таланта, ибо он и на них не мог не
наложить печати своего духа, и в них нельзя не увидеть его мощного, крепкого таланта».
Пушкин, прочитав поэму, сказал: «Далеко мальчик пойдет».